# Broder Daniel

Broder Daniel logo.

Broder Daniel war eine Musikgruppe aus Göteborg in Schweden.

## Geschichte
Die Zusammenarbeit der Musiker Henrik Berggren (* 1974) und Daniel Gilbert (der die Gruppe bereits 1995 verließ) reichte bis in die 1980er-Jahre zurück, doch offiziell war die Gruppe erst seit den Jahren 1994/1995 tätig. Zeitweise spielten mit ihr Johan Enerskog (bis 1997) und Håkan Hellström. 
1998 wurden drei ihrer Stücke für den Soundtrack des in Skandinavien sehr erfolgreichen Films Fucking Åmål verwendet, wodurch die Band Zugang zu einem breiteren Publikum fand.
Anders Göthberg, musikalischer Motor und Gitarrist der Band, sprang am 30. März 2008 von der Västerbron-Brücke in Stockholm in den Tod. Zu seinen Ehren spielten Broder Daniel ein letztes Konzert auf dem Festival „Way Out West“ in Göteborg. Dort trugen sie den neu geschriebenen, Göthberg gewidmeten Song „Hold On to Your Dreams“ vor. Nach dem Konzert löste sich die Band auf.
Zuletzt (2005) bestand die Band aus Henrik Berggren, Anders Göthberg (1975–2008), Pop Lars (Lars Malmros) und Theodor Jensen. 

## Diskografie

### Alben
| Jahr | Titel                    | Höchstplatzierung, Gesamtwochen, AuszeichnungChartsChartplatzierungen (Jahr, Titel, Platzierungen, Wochen, Auszeichnungen, Anmerkungen) | Anmerkungen |
| Jahr | Titel                    | SE | Anmerkungen |
| ---- | ------------------------ | --- | ----------- |
| 1995 | Saturday Night Engine    | SE39 (3 Wo.)SE |             |
| 1996 | Broder Daniel            | SE15 (7 Wo.)SE |             |
| 1998 | Broder Daniel Forever    | SE16 (12 Wo.)SE |             |
| 2003 | Cruel Town               | SE1 Gold · (20 Wo.)SE |             |
| 2005 | No Time for Us 1989–2004 | SE27 (4 Wo.)SE | Kompilation |

Weitere Alben
- 2000: Singles

### Singles
| Jahr | Titel Album                        | Höchstplatzierung, Gesamtwochen, AuszeichnungChartsChartplatzierungen (Jahr, Titel, Album, Platzierungen, Wochen, Auszeichnungen, Anmerkungen) | Anmerkungen |
| Jahr | Titel Album                        | SE | Anmerkungen |
| ---- | ---------------------------------- | --- | ----------- |
| 1996 | Work Broder Daniel                 | SE43 (7 Wo.)SE |             |
| 1998 | I’ll Be Gone Broder Daniel Forever | SE60 (1 Wo.)SE |             |
| 1998 | Underground –                      | SE30 (9 Wo.)SE |             |
| 2003 | When We Were Winning Cruel Town    | SE1 Gold · (18 Wo.)SE |             |
| 2004 | Shoreline Cruel Town               | SE20 (5 Wo.)SE |             |
| 2004 | What Clowns We Are Cruel Town      | SE46 (2 Wo.)SE |             |

Weitere Singles
- 1995: Cadillac
- 1995: Luke Skywalker
- 1995: Iceage
- 1996: Go My Own Way
- 1998: You Bury Me
- 1998: Fucking Åmål
- 1999: Happy People Never Fantasize